# Étude multidisciplinaire de Dunedin sur la santé et le développement
Pour les articles homonymes, voir Dunedin (homonymie).
 (août 2017).
Si vous disposez d'ouvrages ou d'articles de référence ou si vous connaissez des sites web de qualité traitant du thème abordé ici, merci de compléter l'article en donnant les références utiles à sa vérifiabilité et en les liant à la section « Notes et références ».
L'étude multidisciplinaire de Dunedin sur la santé et le développement, usuellement appelée l'étude de Dunedin, est une étude longitudinale qui étudie une étude de cohorte de 1037 personnes nées entre le 1er avril 1972 et le 31 mars 1973 à Dunedin, en Nouvelle-Zélande.
L'étude est dirigée par Richie Poulton (en), avec pour collaborateurs Murray Thomson,Terrie E. Moffitt (en) et Avshalom Caspi (en), tous psychologues.
Elle reçoit en 2022 la médaille Rutherford décernée par la Société royale de Nouvelle-Zélande.